# Sara Franchetti
Sara Franchetti, pseudonimo di Sara Girgenti (Roma, 15 maggio 1946), è una modella e attrice italiana conosciuta essenzialmente per i ruoli da caratterista interpretati nel cinema.

## Biografia
Figlia dell'attrice Rina Franchetti, è stata dapprima modella e, dopo aver studiato danza e pianoforte, si è avvicinata alla recitazione nei primi anni sessanta, lavorando in teatro con alcuni grandi nomi come Giorgio Strehler ed Eduardo De Filippo. È approdata al cinema alla fine dei sessanta, sostenendo il ruolo di Teresa, fidanzata del protagonista Alberto Sordi, nel film Il medico della mutua (1968) di Luigi Zampa, pellicola che ne mise subito in luce le doti recitative e la sensibilità d'interprete.
Nel 1971 ha interpretato Cecilia Gallerani, soggetto del ritratto Dama con l'ermellino, nel film per la tv La vita di Leonardo da Vinci, sotto la regia di Renato Castellani. La sua carriera in seguito è stata discontinua. Prima del passaggio alla televisione, (avvenuto nei primi anni novanta), ha interpretato solo poche pellicole degne di nota, come ad esempio Incubo sulla città contaminata (1980) di Umberto Lenzi. Sara Franchetti è poi apparsa frequentemente in programmi televisivi, con diverse partecipazioni a serial televisivi di notevole successo come Don Matteo e Butta la luna.

## Filmografia

### Cinema
- Il medico della mutua, regia di Luigi Zampa (1968)
- Infanzia, vocazione e prime esperienze di Giacomo Casanova, veneziano, regia di Luigi Comencini (1969)
- Senza sapere niente di lei, regia di Luigi Comencini (1969)
- Un elmetto pieno di... fifa (Le Mur de l'Atlantique), regia di Marcel Camus (1970)
- 6 gendarmi in fuga (Le Gendarme en balade), regia di Jean Girault (1970)
- Amore grande, amore libero, regia di Luigi Perelli (1976)
- Il trucido e lo sbirro, regia di Umberto Lenzi (1976)
- Per questa notte, regia di Carlo Di Carlo (1977)
- Il ladrone, regia di Pasquale Festa Campanile (1980)
- Incubo sulla città contaminata, regia di Umberto Lenzi (1980)
- Occhio alla penna, regia di Michele Lupo (1981)
- Romanzo di un giovane povero, regia di Ettore Scola (1995)
- Testimone a rischio, regia di Pasquale Pozzessere (1996)
- Marquise, regia di Véra Belmont (1997)
- Le mani forti, regia di Franco Bernini (1997)
- L’altra donna, regia di Anna Negri (2002)
- Velocità massima, regia di Daniele Vicari (2002)
- Nel mio amore , regia di Susanna Tamaro (2004)
- L'orizzonte degli eventi, regia di Daniele Vicari (2005)
- ...e dopo cadde la neve , regia di Donatella Baglivo (2006)
- La dea fortuna, regia di Ferzan Özpetek (2019)
- Maledetta primavera, regia di Elisa Amoruso (2020)

### Televisione
- Centostorie (1969) - serie TV
- La vita di Leonardo da Vinci (1971) - miniserie TV
- Qui squadra mobile (1976) - miniserie TV
- Ricordi di guerra (1988) - miniserie TV
- La ciociara (1989) - film TV
- Il barone (1995) - miniserie TV
- Piper (2007) - miniserie TV
- Don Matteo 6 (2008) - serie TV
- Provaci ancora prof 5 (2013) - serie TV
- Io ti cercherò, regia di Gianluca Maria Tavarelli - serie TV episodi 1x06-1x07 (2020)
- Suburræterna – serie TV, episodio 1x03 (2023)

## Doppiatrici
- Maria Pia Di Meo in Il medico della mutua
- Paila Pavese in Romanzo di un giovane povero